# دان غوردون
دان غوردون (بالإنجليزية: Dan Gordon)‏ (7 يناير 1881 في المملكة المتحدة - 1 يناير 1958) هو لاعب كرة قدم بريطاني (وحمل سابقاً جنسية المملكة المتحدة لبريطانيا العظمى وأيرلندا) في مركز الدفاع. لعب مع نادي إيفرتون ونادي سانت ميرين ونادي ساوثهامبتون ونادي ميدلزبره وهال سيتي وBroxburn United F.C. ‏ ونادي برادفورد بارك أفنيو.